# Matilde di Shabran
Matilde di Shabran es una ópera semiseria en dos actos compuesta por Gioacchino Rossini sobre un libreto en italiano de Jacopo Ferretti, basado en la obra Euphrosine et Coradin, ou Le tyran corrigé de François-Benoît Hoffman. Se estrenó en el Teatro Apollo de Roma el 24 de febrero de 1821 bajo la dirección del violinista Niccolò Paganini. El título completo de esta ópera es Matilde di Shabran, ossia Bellezza, e cuor di ferro.

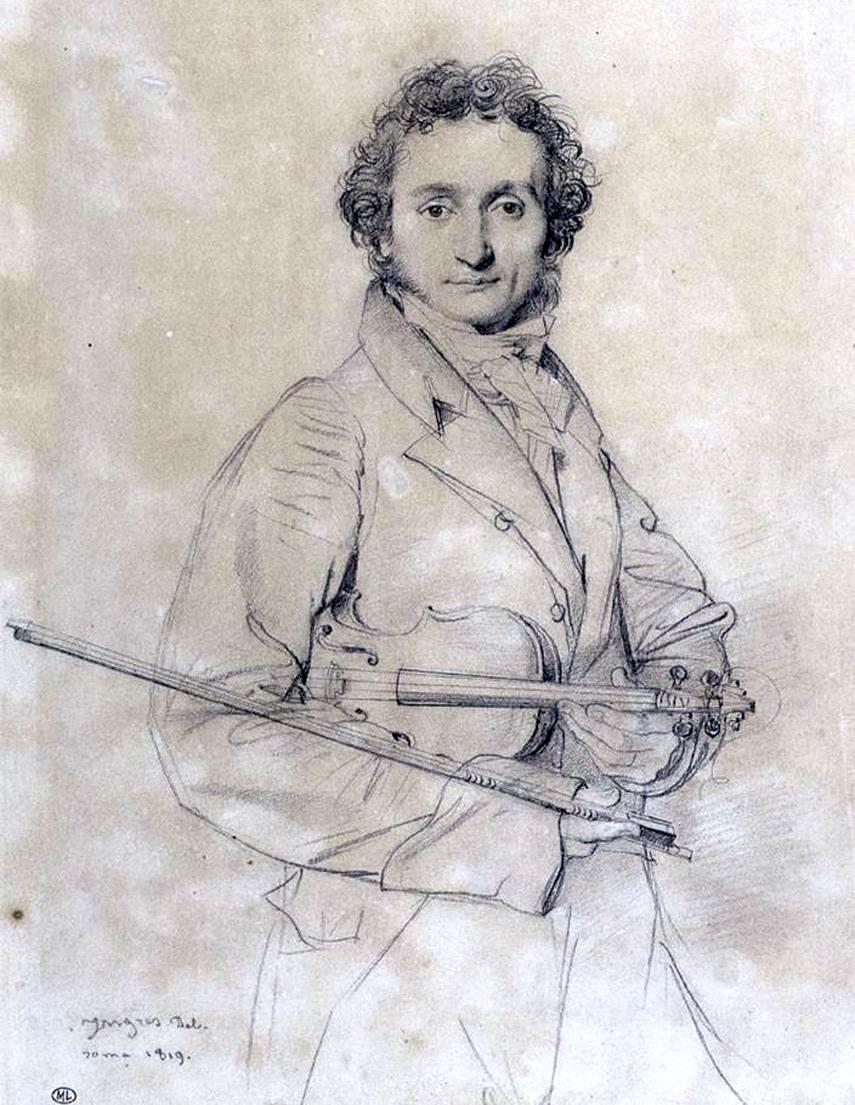
Retrato del gran violinista Niccolò Paganinni, director de la ópera Matilde di Shabran en su estreno en Roma el 24 de febrero de 1821.

Sus primeras interpretaciones modernas tuvieron lugar en el Rossini Opera Festival de Pésaro en 1996. Posteriormente fue interpretada en el mismo festival en 2004. En 2008 se interpretó en la Royal Opera House de Londres, cantando el tenor lírico-ligero Juan Diego Flórez el papel de Corradino tanto en Pésaro como en Londres.
Esta ópera se representa muy poco. En las estadísticas de Operabase aparece con sólo una representación en el período 2005-2010.

## Principales papeles y primer reparto
Matilde, joven pícara (soprano); Corradino, noble español (tenor); Edoardo, su enemigo (contralto); Isidoro, poeta (bajo); Aliprando, médico personal de Corradino (bajo); Ginardo, vigilante jefe de la prisión del castillo (bajo); Condesa de Arco, prometida de Corradino (mezzosoprano); Egoldo, cabecilla de los campesinos (tenor) ; Rodrigo, capitán de la guardia de Corradino (tenor); Raimondo López, padre de Edoardo (bajo).
| Papel | Tipo de Voz   | Primer reparto, 24 de febrero de 1821 (Director: Niccolò Paganini ) |
| --- | ------------- | ------------------------------------------------------------------- |
| Corradino, Cuor di ferro                                                                                            | tenor         | Giuseppe Fusconi                                                    |
| Matilde di Shabran                                                                                                  | soprano       | Caterina Liparini                                                   |
| Raimondo López, padre de Edoardo                                                                                    | bajo          | Carlo Moncada                                                       |
| Edoardo | contralto     | Annetta Parlamagni                                                  |
| Aliprando, médico                                                                                                   | barítono      | Giuseppe Fioravanti                                                 |
| Isidoro, poeta | bajo          | Antonio Parlamagni                                                  |
| Condesa de Arco | mezzo-soprano | Luigia Cruciati                                                     |
| Ginardo, guardián de la torre                                                                                       | bajo          | Antonio Ambrosi                                                     |
| Egoldo, cabecilla de los campesinos                                                                                 | tenor         | Gaetano Rambaldi                                                    |
| Rodrigo, capitán de la guardia                                                                                      | tenor         | Gaetano Rambaldi                                                    |
| Udolfo, carcelero                                                                                                   | silente       |                                                                     |
| Coro masculino de guardias y campesinos. Breves intervenciones de un coro femenino de campesinas en el Segundo Acto |               |                                                                     |

## Argumento
Se trata de un melodrama jocoso ambientado en la Edad Media, en tierras españolas. La trama transcurre en un castillo  gótico. La obra está dividida en dos actos.

### Acto Primero
Se desarrolla en un castillo propiedad de Corradino, en un bello paisaje español. Corradino es un noble de carácter misógino y xenófobo y de pésimo humor. Unos campesinos, liderados por Egoldo dicen que es necesario obedecer al noble para evitarse dificultades. Llega Isidoro, un despreocupado poeta que no consigue avanzar en la composición que está dedicando a una dama.
Ginardo, el vigilante de la prisión del castillo recomienda a Isidoro que se vaya ya que a Corradino no le gustan los extranjeros, pero Corradino aparece antes de que Isidoro pueda irse. Para ganarse su confianza Isidoro le habla de mujeres sin conocer el carácter misógino del noble. El enfado de Corradino es tan grande que Isidoro teme ser decapitado y hace lo posible por ganarse al señor. Aparece el médico Aliprando que intercede por la vida de Isidoro, que resulta nombrado historiador personal de Corradino.
Aliprando comunica a Corradino la inminente llegada de Matilde, la hija del afamado guerrero Shabran que había muerto en una reciente batalla y por quien Corradino profesaba admiración. En recuerdo de esa admiración, Corradino dispone una buena acogida para Matilde.
Ginardo le comunica que el prisionero Edoardo López, hijo del jefe de los enemigos, está muy deprimido en su celda. Corradino le ordena que se lo traiga para ver si por fin le reconoce como vencedor a cambio de dejarle ir, pero Edoardo no cede a ese deshonor y es conducido nuevamente a prisión.
Llega Matilde junto a Aliprando. Matilde es astuta y maneja a Corradino. Se presenta Ginardo y le dice a Aliprando que la condesa de Arco, prometida de Corradino, se ha enterado de la llegada de Matilde. Como no está dispuesta a perder a su prometido decide hacer lo posible para echarla. Matilde se defiende con ingenio. Corradino acude alarmado por la discusión entre ambas. Corradino parece seducido por Matilde, pero finalmente la pide que se disculpe por la afrenta a la condesa. Matilde afirma que es él quien debe disculparse.
Corradino se pregunta por qué su corazón late tan rápido. Aliprando lo diagnostica como mal de amor, que es el terror de todo mortal y no tiene remedio. Entra Isidoro y hablan de un soneto y de literatura. Llega Matilde, y Corradino acaba declarándole su amor para sorpresa de Isidoro y Ginardo.
Aliprando se presenta para decir que las tropas de Raimondo López, padre del prisionero Edoardo, presentarán batalla contra las de Corradino. Corradino ordena al capitán Rodrigo contraatacar en presencia de Edoardo. Mientras, la condesa diseña su venganza contra Matilde. Isidoro está emocionado por los episodios que podrá narrar como historiador.

### Acto Segundo
Raimondo López perdió la batalla. Corradino ha ganado fama e Isidoro ha sido nombrado poeta oficial de la corte. Edoardo consigue escapar ante la confusión originada por la batalla. Está muy entristecido por el resultado del combate, pero se reconforta al oír la voz de su padre. Corradino los sorprende y reta a Raimondo a un duelo al amanecer. En el diálogo Edoardo le dice que consiguió escapar gracias a la ayuda de Matilde. Corradino, indignado, desea castigarla por su traición, y Edoardo teme por ella, pero le tranquiliza su padre.
Mientras, la condesa de Arco saborea su venganza. Fue ella quien sobornó al guardia que custodiaba a Edoardo y le ordenó que al libertarle le explicara que había sido Matilde la que le procuró la libertad. Así, Corradino la despreciaría y la castigaría. Llegan Matilde e Isidoro, pero la hipócrita condesa los engatusa. Les explica el comportamiento heroico de Corradino en la batalla, levantando su admiración. Entra en escena Corradino enfadado, contando que Edoardo se ha fugado, y pregunta a Matilde qué sabe sobre ello. Matilde manifiesta su inocencia, pero oportunamente el capitán Rodrigo aparece con una carta de agradecimiento del engañado Edoardo en la que le agradece la ayuda para fugarse. Corradino ordena que Matilde sea ejecutada, sin dejarse ablandar por Aliprando, Ginardo e Isidoro. Manda a este último que arroje a la joven por una cataratas próximas, con la consiguiente satisfacción de la condesa. Corradino queda solo. Acuden los campesinos, enterados de la noticia, a rogar también por Matilde, recibiendo la negativa y amenazas del noble.
Isidoro regresa afirmando que cumplió la orden y cuando es interrogado detalla los pormenores de los acontecimientos para demostrarlo. Entonces regresa Edoardo con el soldado que le ayudó a escapar y que ha confesado la trama de la condesa. Esta, al oírlo, huye, y todos quedan apenados por el triste e injusto final de Matilde.
Matilde, que no ha muerto porque su verdugo fue incapaz de consumar la sentencia, se cita con Isidoro. Edoardo se aproxima donde Matilde se iba a reunir con Isidoro. También llega Corradino, con ánimo de suicidarse, seguido de Raimondo, Ginaro y Aliprando que intentan hacerle claudicar de su intención. Isidoro, que lo está viendo, se une a ellos. Corradino desiste cuando ve a Matilde salir con Edoardo. Le pide perdón y esta pide clemencia para la condesa, argumentando que bastante sufrimiento tendrá con el desprecio del mundo y con los celos que le causará la boda de Corradino y Matilde. Encargan a Isidoro un soneto para las nupcias y la obra finaliza entre la felicidad general.